# Cory Mills

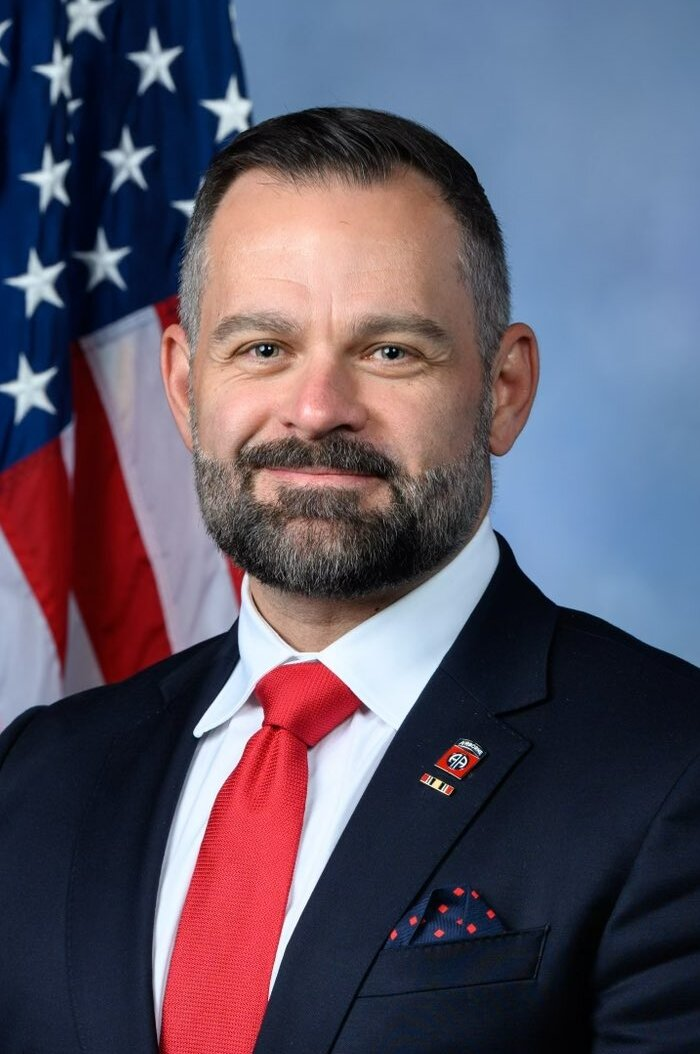
Cory Mills, 2023

Cory Mills (* 13. Juli 1980 in Winter Haven, Florida) ist ein US-amerikanischer Politiker der Republikanischen Partei. Seit Januar 2023 vertritt er den 7. Kongresswahlbezirk des Bundesstaates Florida im Repräsentantenhaus der Vereinigten Staaten.

## Leben
Mills stammt aus Florida. Er erwarb 2005 einen Associate Degree am Florida State College, Jacksonville und 2010 einen Bachelorabschluss an der American Military University, Charles Town, West Virginia. Mills war Angehöriger der US-Armee und war unter anderem im Irak und in Afghanistan eingesetzt. Er wurde zweimal verwundet und deshalb mit dem Bronze Star ausgezeichnet. Später betrieb er mit seiner Frau mehrere Firmen im Sicherheitsbereich. Während der ersten Präsidentschaft von Donald Trump war er im Verteidigungsministerium als Berater tätig.

## Politik
Mills trat bei den Zwischenwahlen 2022 erstmals als Kandidat für das Repräsentantenhaus an. Der 7. Kongresswahlbezirk, der zuvor von der Demokratin Stephanie Murphy vertreten worden war, war zuvor zugunsten der Republikaner neu zugeschnitten worden. Mills ist ein Anhänger von Donald Trump und wurde von diesem während der Wahl unterstützt. Mills zog im Wahlkampf den Ausgang der Präsidentschaftswahl 2020 in Zweifel, forderte einen Stop aller Einwanderung und regte an, Buchverleger von sexuellen Inhalten als Sexualverbrecher zu registrieren. In der republikanischen Vorwahl gewann er in einem Feld von 8 Kandidaten. In der allgemeinen Wahl wurde er mit 58,5 zu 41,5 % der Stimmen gegen die Kandidatin der Demokraten Karen Green gewählt.
Bei der Kongresswahl 2024 gewann Mills die republikanische Vorwahl mit 80,9 %.
Cory Mills konnte in der Hauptwahl seiner Sitz mit 56,56 % gegen die Demokratin Jennifer Adams verteidigen.
Nachdem Donald Trump Senator Marco Rubio als Außenminister benannt hatte, war unter anderem Cory Mills im Gespräch mit Gouverneur Ron DeSantis, um den Posten zu besetzen. DeSantis entschied sich schließlich für Ashley Moody als Senatorin. Mills kündigte seine Kandidatur Bei der Senatswahl 2026 an.

### Positionen
Nachdem im April 2023 die Anklage gegen Donald Trump in Sachen New York v. Trump bekannt wurde bezeichnete Mills die Anklage als Schande und erklärte seine Unterstützung für Trump in der Präsidentschaftswahl 2024 gegen Ron DeSantis. Während des Prozesses erschien Mills im Mai 2024 zusammen mit dem Sprecher des Repräsentantenhauses Mike Johnson, dem Abgeordneten Byron Donalds und anderen, um Trump zu unterstützen. Nach dem Wahlsieg Trumps verlangten Mills und Anna Paulina Luna strafrechtliche Ermittlungen gegen den Richter in dem Fall New York v. Trump, die Tochter des Richters und gegen den Sonderermittler Jack Smith.
Nach dem Attentat auf Donald Trump am 13. Juli 2024 äußerte Mills, dass es für ihn als ehemaligen Scharfschützen schwer zu glauben sei, dass nicht vorsätzliche Fehler zu der Verletzung Trumps geführt hätten. Nachdem er nicht in den Untersuchungsausschuss zum Attentatsversuch aufgenommen worden war, kündigte er Ende Juli an, zusammen mit dem Abgeordneten Eli Crane und der rechten Medienpersönlichkeit Benny Johnson inveigle Untersuchung eröffnen zu wollen.

### Kontroversen
Mills verschenkte 2023 als neuer Abgeordneter entschärfte Granaten mit dem Logo der Republikaner an andere Abgeordnete und rief damit gemischte Reaktionen hervor.
Am Mittwoch, dem 19. Februar 2025 wurden Polizeibeamte des Metropolitan Police Department wegen eines Falls von häuslicher Gewalt zur Privatadresse Von Cory Mills in Washington gerufen. Das vermutliche Opfer gab zunächst an, dass sie seit einem Jahr die Lebensgefährtin des Abgeordneten sei. Die Beamten bemerkten frisch erscheinende Hämatome an ihren Armen. Sie spielte ihnen laut Polizeibericht eine Aufnahme vor, in der Mills sie anwies zu lügen. Einige Zeit später widerrief sie ihre Aussage. Sie sei übermüdet gewesen und habe unter Jetlag gelitten. Es habe eine rein verbale Auseinandersetzung gegeben, die blauen Flecken seien auf einen Vorfall in Dubai und auf Medikamente zurückzuführen gewesen. Mills ließ erklärte, dass die Polizei nur gerufen worden sei, um einen privaten Disput zu lösen. Es sei zu keiner körperlichen Auseinandersetzung gekommen. Von einer Festnahme wurde abgesehen, nachdem der von Trump eingesetzte kommissarische Bundesstaatsanwalt für Washington, D.C. einen Haftbefehl nicht unterzeichnet hatte. Der Staatsanwalt hatte sich nach seiner Einsetzung auf X als „einen von Trumps Anwälten“ bezeichnet.
Am 14. Juli 2025 stellte Lindsey Langston, die Miss United States von 2024, im Columbia County Strafanzeige gegen Mills. Sie habe von November 2021 bis Februar 2025 in einer intimen Beziehung mit ihm in Florida gelebt. Nachdem sie von seiner Affäre in Washington erfahren habe, habe sie sich von ihm getrennt. Er habe daraufhin die Veröffentlichung von sexuell eindeutigen Videos und Bildern angedroht. Vertreten wird Langston durch den Anwalt Anthony Sabatini. Anwalt Sabatini, Langston und Mills gehören alle den Republikanern an. Mills bestreitet die Vorwürfe und sieht sich als Opfer einer Kampagne des Anwalt von Frau Langston, der 2022 in den Vorwahlen innerhalb der republikanischen Partei sein Konkurrent war.